# Козье, Мишель
Мишель Козье (англ. Michelle Cosier; в девичестве Масселуайт (англ. Musselwhite); родилась 30 апреля 1982 года в Бэрнсдейле, штат Виктория, Австралия) — австралийская профессиональная баскетболистка, выступавшая в женской национальной баскетбольной лиге за клубы «Данденонг Рейнджерс», «Сидней Юни Флэймз» и «Канберра Кэпиталз». Играла на позиции атакующего защитника и лёгкого форварда.

## Ранние годы
Мишель Козье родилась 30 апреля 1982 года в городе Бэрнсдейл (штат Виктория).

## Личная жизнь
Мишель замужем за Саймоном Козье. У супругов есть два сына — Броди Козье (род. 22-28.02.2010) и Леви Джексон Козье (род. 27.02.2014).